# Estudio de captación de yodo radiactivo

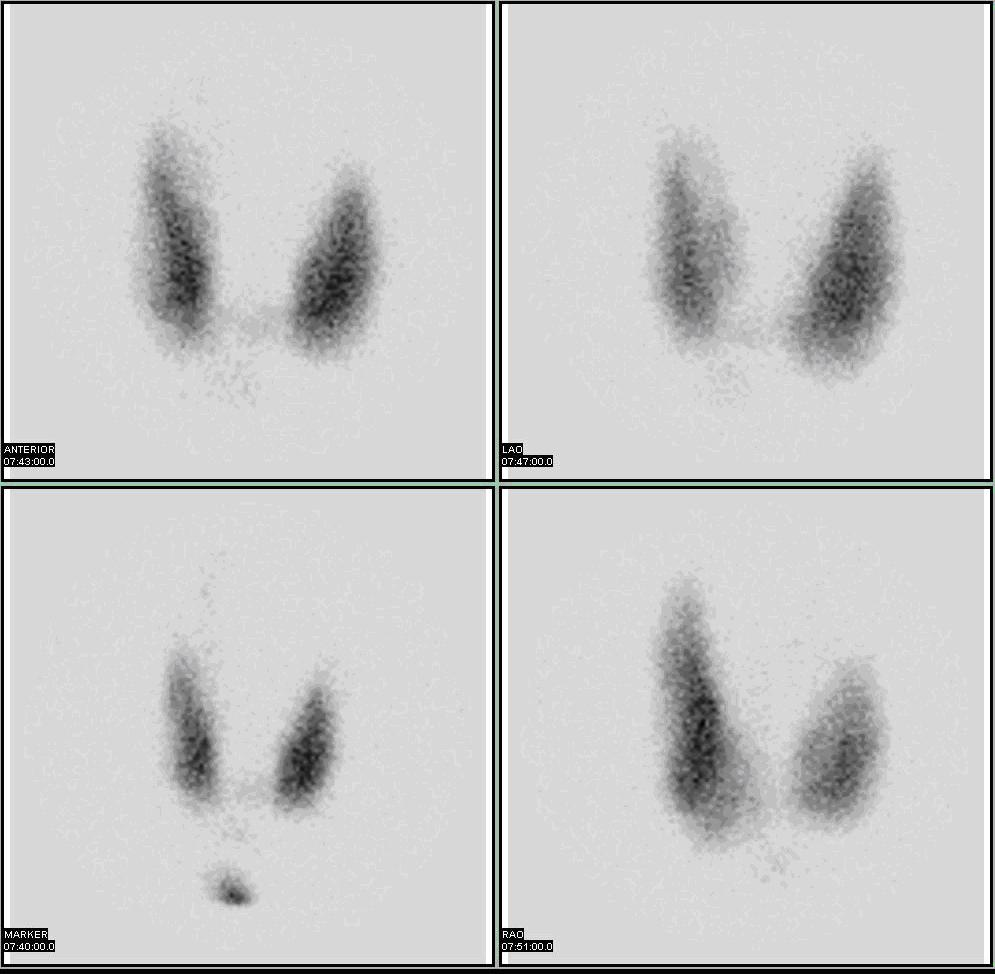
Prueba de absorción de yodo radiactivo

El estudio de captación de yodo radiactivo es un tipo de procedimiento diagnóstico propio de la medicina nuclear empleado para el diagnóstico de alteraciones tiroideas, particularmente del hipertiroidismo. A diferencia de la terapia con yodo radiactivo, para el diagnóstico se emplean dosis mucho más bajas que las empleadas para la eliminación de células cancerosas. Asimismo, este estudio permite realizar el seguimiento de pacientes que han recibido terapia con yodo radiactivo, pues permite verificar la completa destrucción de las células tiroideas y, por extensión, de aquellas que pudieran ser cancerosas.
El paciente ingiere un radioisótopo de yodo en forma de cápsula o fluido, y la absorción o captación de este de marcador radiactivo o radiotrazador por el tiroides se observa después de 4–6 horas y después de 24 horas con la ayuda de un gammagrafo o una gammacámara. La dosis habitual es de 0,15 a 0,37 MBq (4 a 10 μCi ) de 131I o yodo radiactivo o de 3,7 a 7,4 MBq (100 a 200 μCi) de yodo-123 (123I). La prueba es una medida fiable cuando se usa una sonda específica, con una reproducibilidad del 1% y un menor cambio significativo al 95% de nivel de confianza del 3 por ciento.
La captación normal se halla entre el 15 y el 25 por ciento, pero puede disminuir si, mientras dure el estudio, el paciente ingiere alimentos con alto contenido de yodo, como productos lácteos y marisco. La captación baja sugiere tiroiditis; la captación alta, enfermedad de Graves, y una captación desigual sugiere la presencia de un nódulo .
El yodo-123 tiene una semivida más corta que el radioyodo (131 I; medio día frente a 8,1 días), por lo que el uso del 123 I expone al cuerpo a menor radiación, a expensas de menor tiempo para evaluar las imágenes de la gammagrafía diferida. Además, el 123 I emite radiación gamma, mientras que 131 I emite radiación gamma y beta .

## Contraindicaciones
La prueba está contraindicada en pacientes embarazadas o lactantes.